# Punta Pousset
La Punta Pousset (pron. fr. AFI: [pusɛ]), in francese e ufficialmente Pointe du Pousset o Pointe du Poucet (omofoni), (3.046 m s.l.m.) è una montagna del Massiccio del Gran Paradiso nelle Alpi Graie. Si trova in Valle d'Aosta.

## Caratteristiche
La montagna domina l'abitato veulla di Cogne.
Si può salire sulla montagna passando dal Bivacco Luciano Gratton.